# آندره‌آ بارتزالی
آندره‌آ بارزالی (ایتالیایی: Andrea Barzagli زاده ۸ مه ۱۹۸۱) بازیکن پیشین فوتبال اهل کشور ایتالیا است.
وی سابقه ۷۳ بازی برای تیم ملی فوتبال ایتالیا در کارنامه دارد، همچنین پست تخصصی او مدافع میانی است.

## دوران بازی
اندره آ بارزالی فوتبال خود را از سال ۱۹۹۸ از تیم سان فردیانو روندینلا آغاز کرد و تا سال ۲۰۰۰ آمار ۵۱ بازی و ۳ گل از خود بر جا گذاشت. سال ۲۰۰۰ به تیم پیستویسه پیوست و آمار ۵ بازی را بر جا گذاشت سال ۲۰۰۱ به تیم سان فردیانو روندینلا بازگشت و آمار ۱۳ بازی ۱ گل رو از خود بر جا گذاشت سپس به تیم پیاچنزا پیوست و تا سال ۲۰۰۳ که بازیکن این تیم بود به صورت قرضی در تیم آسکولی بازی کرد و آمار ۴۶ بازی ۳ گل رو از خود بر جا گذاشت سپس از فصل ۲۰۰۴–۲۰۰۳ راهی تیم کیه‎وو شد که به سری آ صعود کرده بود. پس از ان اندره ا دوران اوج فوتبال خودش را با تیم پالرمو طی سال‌های ۲۰۰۴ تا ۲۰۰۸ سپری کرد و در ان وهله از زمان به تیم ملی ایتالیا نیز دعوت شد و در حالی که در حال امضای قرارداد با تیم فیورنتینا بود راهی تیم وولفسبورگ المان شد و در ان سال به همراه تیم ولفسبورگ قهرمان آلمان شد و پس از سه سال حضور در این تیم زمستان ۲۰۱۱–۲۰۱۰ راهی یوونتوس شد. با امدنش به این تیم توانست خود را در ترکیب اصلی این تیم ببیند و جز مدافعین موفق بانوی پیر محسوب شود. اما همانند سایر هم تیمی‌هایش، بهترین فصل را در فصل ۲۰۱۲–۲۰۱۱ پشت سر گذاشت و توانست در کنار ثبت رکورد به اسکودتویی دست یابد که برای مجموعه سیاه و سفید ارزش بسیار زیادی داشت. او همراه آتزوری نیز در رقابت‌های یورو ۲۰۱۲ حاضر بود و دومی این مسابقات را به دست آورد.